# Single In-Line Package

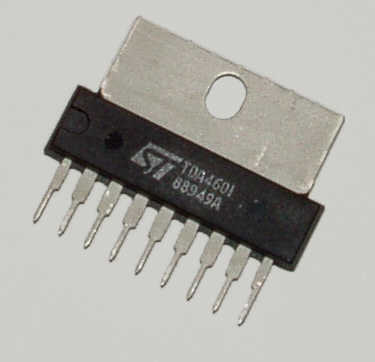
Een SIP-behuizing met koelvlak

Single In-Line Package of Single in-line ('enkele rij'), vaak afgekort tot SIP is een term uit de elektronica en duidt op een patroon van aansluitpennen van componenten en connectoren. De term heeft geen Nederlandse vertaling.
De term SIP wordt gebruikt voor behuizingen van weerstanden en geïntegreerde schakelingen (IC's) met een enkele rij aansluitpennen. Het ontwerp behoort tot componenten met through-hole-technologie (THT).
SIP-componenten werden begin jaren 90 van de twintigste eeuw vaak gebruikt voor geheugenchips (RAM), totdat ze werden vervangen door single in-line memory modules (SIMM).